# NCAA Division I Tennis Championships
Bei den NCAA Division I Tennis Championships werden jährlich die amerikanischen Tennismeister im Hochschulsport ermittelt. Es handelt sich um das wichtigste und prestigeträchtigste Turnier im College Tennis, das traditionell im Mai an wechselnden Orten stattfindet und die Saison beschließt.

## Geschichte
Bereits ab 1883 veranstaltete die United States National Lawn Tennis Association das Vorgängerturnier der NCAA Championships. Ausgetragen wurden nur Herrenkonkurrenzen. Die NCAA organisierte das Turnier erstmals 1946. Ein Damenturnier folgte 1982. Im Jahr 2006 wurden die beiden Turniere zusammengelegt. Seitdem werden sie an einem Ort ausgetragen.

### Rekorde
- Die USC wurde bei den Herren 21-mal Mannschaftsmeisterin, zuletzt 2014.
- Die Stanford University wurde bei den Damen 19-mal Mannschaftsmeisterin, zuletzt 2018.

## Modus
Es gibt zwei Turnierphasen: In der ersten werden die Mannschaftsmeister ermittelt; in der zweiten folgen die Einzel- und Doppelkonkurrenzen. Der Modus ist im Damen- und Herrenbereich identisch.
An der Mannschaftskonkurrenz nehmen jedes Jahr 64 Teams teil. Die Erst- und Zweitrundenpartien finden noch nicht am Ort des eigentlichen Turniers statt. Hier fungiert eine Universität als Gastgeberin für die Spiele von vier Mannschaften, von denen eine in das Turnier der besten 16 einzieht. Die Auftaktspiele finden demnach an 16 verschiedenen Orten in den USA statt. Für die Zählweise bei Mannschaftsspielen, siehe College Tennis.
Im Einzel besteht das Hauptfeld aus 64 Spielern; im Doppel sind 32 Paare am Start. Gespielt wird auf zwei Gewinnsätze. Die Titelträger sichern sich eine Wildcard für das Hauptfeld der US Open. Allerdings wird die Wildcard nur an Spieler mit US-amerikanischer Staatsangehörigkeit vergeben.

## Siegerliste

### Herren

#### Einzel
| Jahr          | Sieger                          | Finalgegner                     | Ergebnis                        |
| ------------- | ------------------------------- | ------------------------------- | ------------------------------- |
| 1883 Frühjahr | Joseph Clark                    | George Sargent                  | 6:1, 6:1                        |
| 1883 Herbst   | Howard Taylor                   | William Thorne                  | 2:6, 6:2, 6:4, 6:0              |
| 1884          | Wallace P. Knapp (1)            | Godfrey Brinley                 | 10:12, 4:6, 6:3, 6:3, 6:2       |
| 1885          | Wallace P. Knapp (2)            |                                 |                                 |
| 1886          | Godfrey Brinley                 | Philip Sears                    | 6:0, 6:4, 6:2                   |
| 1887          | Philip Sears (1)                | Quincy Shaw                     | 6:8, 6:2, 6:2, 6:2              |
| 1888          | Philip Sears (2)                |                                 |                                 |
| 1889          | Bob Huntington                  |                                 |                                 |
| 1890          | Fred Hovey (1)                  |                                 |                                 |
| 1891          | Fred Hovey (2)                  |                                 |                                 |
| 1892          | William Larned                  |                                 |                                 |
| 1893          | Malcolm Chace (1)               | Arthur Ellsworth Foote          | 6:3, 6:2, 6:3                   |
| 1894          | Malcolm Chace (2)               | Clarence Budlong                | 6:3, 6:3, 6:3                   |
| 1895          | Malcolm Chace (3)               | Arthur Ellsworth Foote          | 6:0, 6:4, 6:2                   |
| 1896          | Malcolm Whitman                 |                                 |                                 |
| 1897          | Samuel Thompson                 |                                 |                                 |
| 1898          | Leo Ware                        |                                 |                                 |
| 1899          | Dwight Filley Davis             | Holcombe Ward                   | 6:3, 7:5, 7:5                   |
| 1900          | Raymond Little                  | William Clothier                | 6:3, 6:3, 6:2                   |
| 1901          | Fred Alexander                  | Montgomery Ogden                | 6:2, 6:3, 6:1                   |
| 1902          | William Clothier                | Edgar Leonard                   | 5:7, 6:3, 6:2, 6:2              |
| 1903          | Edward Dewhurst (1)             | L. E. Makan                     | 6:3, 6:1, 6:2                   |
| 1904          | Robert LeRoy (1)                | Edward Dewhurst                 | 4:6, 6:3, 7:5, 2:6, 6:0         |
| 1905          | Edward Dewhurst (2)             | Karl Howell Behr                | 6:2, 4:6, 7:5, 6:4              |
| 1906          | Robert LeRoy (2)                | Theodore Pell                   | 6:0, 6:1, 6:3                   |
| 1907          | George Peabody Gardner Jr.      | Nathaniel Niles                 | 6:4, 4:6, 6:1, 6:2              |
| 1908          | Nathaniel Niles                 | Alfrey Dabney                   | 7:5, 6:1, 3:6, 6:2              |
| 1909          | Wallace Johnson                 | Melvin Long                     | 6:4, 3:6, 5:7, 7:5, 6:4         |
| 1910          | Reuben A. Holden III            | Arthur Sweetser                 | 3:6, 6:3, 6:2, 8:6              |
| 1911          | Edward Whitney                  | Alrich Mann                     | 6:1, 6:2, 6:2                   |
| 1912          | George Church (1)               | John Nelson                     | 6:4, 5:7, 5:7, 8:6, 6:1         |
| 1913          | Richard Williams (1)            | Watson Washburn                 | 6:4, 3:6, 6:4, 6:1              |
| 1914          | George Church (2)               | Richard Williams                | 8:6, 9:7, 4:6, 7:5              |
| 1915          | Richard Williams (2)            | Leonard Beekman                 | 6:2, 6:1, 6:2                   |
| 1916          | G. Colket Caner                 | John Pfaffman                   | 6:3, 6:1, 5:7, 6:2              |
| 1917          | ausgefallen (Erster Weltkrieg)  | ausgefallen (Erster Weltkrieg)  | ausgefallen (Erster Weltkrieg)  |
| 1918          | ausgefallen (Erster Weltkrieg)  | ausgefallen (Erster Weltkrieg)  | ausgefallen (Erster Weltkrieg)  |
| 1919          | Charles Garland                 | Kirk Reid                       | 4:6, 6:1, 6:2, 2:6, 6:2         |
| 1920          | Lascelles Banks                 | Dwight Robinson                 | 6:3, 6:3, 6:4                   |
| 1921          | Phil Neer                       | J. Brooks Fenno                 | 3:6, 6:1, 6:4, 1:6, 6:1         |
| 1922          | Lucien Williams                 | Wray Brown                      | 6:3, 6:1, 7:5                   |
| 1923          | Carl Fischer                    | Gerald Emerson                  | 6:3, 6:2, 6:3                   |
| 1924          | Wallace Scott                   | Arnold Jones                    | 6:2, 6:2, 7:5                   |
| 1925          | Edward Chandler (1)             | Cranston Holman                 | 6:4, 6:3, 1:6, 6:3              |
| 1926          | Edward Chandler (2)             | Cranston Holman                 | 6:0, 6:1, 6:8, 6:1              |
| 1927          | Wilmer Allison                  | Ben Gorchakoff                  | 6:1, 6:1, 6:1                   |
| 1928          | Julius Seligson                 | Ben Gorchakoff                  | 6:1, 6:1, 6:1                   |
| 1929          | Berkeley Bell                   | Gregory Mangin                  | 2:6, 3:6, 6:4, 6:2, 6:2         |
| 1930          | Cliff Sutter (1)                | Julius Seligson                 | 6:3, 3:6, 6:2, 8:6              |
| 1931          | Keith Gledhill                  | Bruce Barnes                    | 3:6, 6:2, 6:1, 6:4              |
| 1932          | Cliff Sutter (2)                | Bryan Grant                     | 7:5, 6:2, 6:4                   |
| 1933          | Jack Tidball                    | Richard Murphy                  | 8:6, 9:7, 8:6                   |
| 1934          | Gene Mako                       | Gilbert Hunt                    | 6:2, 6:2, 6:0                   |
| 1935          | Wilbur Hess                     | Leonard Patterson               | 6:1, 7:9, 6:3, 6:3              |
| 1936          | Ernest Sutter (1)               | Vernon John                     | 6:4, 6:4, 6:4                   |
| 1937          | Ernest Sutter (2)               | Gerin Cameron                   | 6:2, 6:2, 6:2                   |
| 1938          | Frank Guernsey (1)              | Morey Lewis                     | 6:4, 6:0, 6:1                   |
| 1939          | Frank Guernsey (2)              | Chet Murphy                     | 6:1, 6:1, 6:1                   |
| 1940          | Don McNeill                     | Joseph Hunt                     | 7:5, 6:1, 6:1                   |
| 1941          | Joseph Hunt                     | Charles Olewine                 | 6:3, 6:0, 6:2                   |
| 1942          | Ted Schroeder                   | Larry Dee                       | 6:3, 0:6, 6:2, 6:3              |
| 1943          | Pancho Segura (1)               | Tom Brown                       | 6:2, 6:1, 6:3                   |
| 1944          | Pancho Segura (2)               | Charles Samson                  | 6:0, 6:4, 6:0                   |
| 1945          | Pancho Segura (3)               | Frank Mehner                    | 6:2, 6:3, 6:3                   |
| 1946          | Robert Falkenburg               | Gardner Larned                  | 7:5, 6:2, 6:1                   |
| 1947          | Gardner Larned                  | Vic Seixas                      | 6:3, 9:11, 4:6, 6:3, 6:1        |
| 1948          | Harry Likas                     | Vic Seixas                      | 6:4, 1:6, 7:5, 6:1              |
| 1949          | Jack Tuero                      | Sam Match                       | 2:6, 0:6, 6:4, 9:7, 6:0         |
| 1950          | Herbert Flam                    | Ricardo Balbiers                | 6:3, 1:6, 6:1, 9:7              |
| 1951          | Tony Trabert                    | Earl Cochell                    | 6:3, 6:3, 6:2                   |
| 1952          | Hugh Stewart                    | Bob Perry                       | 6:4, 6:2, 6:2                   |
| 1953          | Ham Richardson (1)              | Ronald Livingston               | 6:2, 6:1, 6:1                   |
| 1954          | Ham Richardson (2)              | Bob Perry                       | 6:1, 6:2, 6:3                   |
| 1955          | Jose Aguero                     | William Quillian                | 6:1, 4:6, 6:1, 6:0              |
| 1956          | Alex Olmedo (1)                 | John W. Frost                   | 2:6, 6:4, 6:2, 6:1              |
| 1957          | Barry MacKay                    | Sam Giammalva                   | 6:4, 3:6, 6:2, 3:6, 6:3         |
| 1958          | Alex Olmedo (2)                 | Jon Douglas                     | 6:3, 3:6, 6:4, 6:1              |
| 1959          | Whitney Reed                    | Donald Dell                     | 7:5, 3:6, 6:2, 4:6, 6:3         |
| 1960          | Larry Nagler                    | Whitney Reed                    | 3:6, 8:6, 6:4, 3:6, 6:4         |
| 1961          | Allen Fox                       | Ray Senkowski                   | 6:1, 6:2, 6:4                   |
| 1962          | Rafael Osuna                    | Marty Riessen                   | 2:6, 6:4, 6:4, 6:2              |
| 1963          | Dennis Ralston (1)              | Marty Riessen                   | 9:7, 2:6, 6:2, 6:1              |
| 1964          | Dennis Ralston (2)              | Marty Riessen                   | 6:4, 6:4, 6:1                   |
| 1965          | Arthur Ashe                     | Mike Belkin                     | 6:4, 6:1, 6:1                   |
| 1966          | Charlie Pasarell                | Stan Smith                      | 6:4, 3:6, 2:6, 6:3, 6:1         |
| 1967          | Bob Lutz                        | Jaime Fillol                    | 6:0, 6:0, 8:10, 2:6, 6:2        |
| 1968          | Stan Smith                      | Bob Lutz                        | 3:6, 6:1, 6:0, 6:2              |
| 1969          | Joaquín Loyo Mayo               | Mike Estep                      | 6:1, 6:2, 6:3                   |
| 1970          | Jeff Borowiak                   | Roscoe Tanner                   | 10:8, 9:7, 7:5                  |
| 1971          | Jimmy Connors                   | Roscoe Tanner                   | 6:3, 4:6, 6:4, 6:4              |
| 1972          | Dick Stockton                   | Brian Gottfried                 | 4:6, 6:4, 6:3, 6:2              |
| 1973          | Sandy Mayer                     | Raúl Ramírez                    | 6:3, 6:1, 6:4                   |
| 1974          | John Whitlinger                 | Chico Hagey                     | 1:6, 6:3, 6:3, 6:1              |
| 1975          | Billy Martin                    | George Hardie                   | 0:6, 1:6, 6:3, 6:3, 6:3         |
| 1976          | Bill Scanlon                    | Peter Fleming                   | 5:7, 7:6, 6:3, 6:2              |
| 1977          | Matt Mitchell                   | Tony Graham                     | 6:4, 1:6, 6:3, 6:4              |
| 1978          | John McEnroe                    | John Sadri                      | 7:63, 7:63, 5:7, 7:63           |
| 1979          | Kevin Curren                    | Erick Iskersky                  | 6:2, 6:2, 6:3                   |
| 1980          | Robert Van’t Hof                | Peter Rennert                   | 6:3, 7:5                        |
| 1981          | Tim Mayotte                     | Jim Gurfein                     | 6:71, 6:3, 6:3                  |
| 1982          | Mike Leach                      | Brad Gilbert                    | 7:5, 6:3                        |
| 1983          | Greg Holmes                     | Fredrick Pahlett                | 6:3, 6:2                        |
| 1984          | Mikael Pernfors (1)             | Lawson Duncan                   | 6:1, 6:4                        |
| 1985          | Mikael Pernfors (2)             | George Bezecny                  | 6:2, 6:3                        |
| 1986          | Dan Goldie                      | Richey Reneberg                 | 6:2, 6:1                        |
| 1987          | Andrew Burrow                   | Dan Goldberg                    | 2:6, 6:1, 6:4                   |
| 1988          | Robbie Weiss                    | Brian Garrow                    | 6:2, 4:6, 6:3                   |
| 1989          | Donni Leaycraft                 | Steven Jung                     | 6:1, 4:6, 6:3                   |
| 1990          | Steve Bryan                     | Jason Netter                    | 6:3, 6:4                        |
| 1991          | Jared Palmer                    | Patricio Arnold                 | 6:2, 6:0                        |
| 1992          | Alex O’Brien                    | Wade McGuire                    | 6:3, 6:2                        |
| 1993          | Chris Woodruff                  | Wade McGuire                    | 6:3, 6:1                        |
| 1994          | Mark Merklein                   | Wayne Black                     | 6:2, 6:78, 6:4                  |
| 1995          | Sargis Sargsian                 | Brett Hansen-Dent               | 3:6, 6:3, 6:4                   |
| 1996          | Cecil Mamiit                    | Johan Hede                      | 6:4, 6:1                        |
| 1997          | Luke Smith                      | George Bastl                    | 6:4, 6:3                        |
| 1998          | Bob Bryan                       | Paul Goldstein                  | 6:3, 6:2                        |
| 1999          | Jeff Morrison                   | James Blake                     | 7:62, 2:6, 6:4                  |
| 2000          | Alex Kim                        | Carlos Drada                    | 6:1, 6:1                        |
| 2001          | Matías Boeker (1)               | Brian Vahaly                    | 6:4, 6:0                        |
| 2002          | Matías Boeker (2)               | Jesse Witten                    | 7:5, 6:0                        |
| 2003          | Amer Delić                      | Benedikt Dorsch                 | 6:4, 6:3                        |
| 2004          | Benjamin Becker                 | Michael Kogan                   | 6:4, 7:68                       |
| 2005          | Benedikt Dorsch                 | Pierrick Ysern                  | 6:2, 7:66                       |
| 2006          | Benjamin Kohllöffel             | Somdev Devvarman                | 6:1, 6:4                        |
| 2007          | Somdev Devvarman (1)            | John Isner                      | 7:67, 4:6, 7:62                 |
| 2008          | Somdev Devvarman (2)            | John-Patrick Smith              | 6:3, 6:2                        |
| 2009          | Devin Britton                   | Steven Moneke                   | 3:6, 6:2, 6:3                   |
| 2010          | Bradley Klahn                   | Austen Childs                   | 6:1, 6:2                        |
| 2011          | Steve Johnson (1)               | Rhyne Williams                  | 4:6, 6:2, 6:1                   |
| 2012          | Steve Johnson (2)               | Eric Quigley                    | 6:4, 6:4                        |
| 2013          | Blaž Rola                       | Jarmere Jenkins                 | 7:68, 6:4                       |
| 2014          | Marcos Giron                    | Alexander Sarkissian            | 6:4, 6:1                        |
| 2015          | Ryan Shane                      | Noah Rubin                      | 3:6, 7:64, 6:1                  |
| 2016          | Mackenzie McDonald              | Mikael Torpegaard               | 6:3, 6:3                        |
| 2017          | Thai-Son Kwiatkowski            | William Blumberg                | 6:4, 7:65                       |
| 2018          | Petros Chrysochos               | Borna Gojo                      | 6:3, 6:3                        |
| 2019          | Paul Jubb                       | Nuno Borges                     | 6:3, 7:62                       |
| 2020          | ausgefallen (COVID-19-Pandemie) | ausgefallen (COVID-19-Pandemie) | ausgefallen (COVID-19-Pandemie) |

#### Doppel
| Jahr | Sieger                                 | Finalgegner                        | Ergebnis                        |
| ---- | -------------------------------------- | ---------------------------------- | ------------------------------- |
| 1965 | Ian Crookenden (1) Arthur Ashe         | David Reed David Sanderlin         | 8:6, 7:5, 6:3                   |
| 1966 | Ian Crookenden (2) Charlie Pasarell    | Stan Smith Tom Edlefsen            | 10:8, 6:4                       |
| 1967 | Stan Smith (1) Bob Lutz (1)            | Joaquin Loyo-Mayo James Hobson     | 6:2, 9:7                        |
| 1968 | Stan Smith (2) Bob Lutz (2)            | Roy Barth Steve Tidball            | 6:1, 7:5                        |
| 1969 | Joaquín Loyo Mayo Marcelo Lara         | Bob Lutz Steve Avoyer              | 7:5, 6:4, 12:10                 |
| 1970 | Pat Cramer Luis-Augusto García         | Roscoe Tanner Rob Rippner          | 6:2, 7:5, 6:1                   |
| 1971 | Haroon Rahim Jeff Borowiak             | Bob McKinley Dick Stockton         | 7:6, 7:6                        |
| 1972 | Sandy Mayer (1) Roscoe Tanner          | Paul Gerken Brian Gottfried        | 6:1, 3:6, 6:3, 6:4              |
| 1973 | Sandy Mayer (2) James Delaney (1)      | Fred McNair Richard McKee          | 6:3, 3:6, 7:5, 6:2              |
| 1974 | John Whitlinger James Delaney (2)      | John Andrews Sashi Menon           | 6:4, 6:4, 4:6, 6:4              |
| 1975 | Butch Walts Bruce Manson (1)           | Billy Martin Brian Teacher         | 6:1, 6:4, 7:6                   |
| 1976 | Peter Fleming Ferdi Taygan             | Bruce Manson Chris Lewis           | 6:0, 6:2, 6:4                   |
| 1977 | Bruce Manson (2) Chris Lewis           | John Austin Bruce Nichols          | 6:2, 6:3, 6:74, 6:3             |
| 1978 | John Austin Bruce Nichols              | Gary Plock Kevin Curren            | 6:4, 6:4, 6:2                   |
| 1979 | Erick Iskersky Ben McKown              | Michael Fancutt Andy Kohlberg      | 6:2, 7:5, 6:3                   |
| 1980 | Mel Purcell Rodney Harmon              | Tony Giammalva John Benson         | 7:63, 7:64                      |
| 1981 | David Pate Karl Richter                | Peter Doohan Pat Serret            | 6:73, 6:3, 6:4                  |
| 1982 | Peter Doohan Pat Serret                | Allen Miller Ola Malmqvist         | 7:6, 5:7, 6:2                   |
| 1983 | Allen Miller Ola Malmqvist             | Ken Flach Robert Seguso            | 7:5, 6:3                        |
| 1984 | Kelly Jones (1) Jerome Jones           | Rick Leach Tim Pawsat              | 6:3, 7:64                       |
| 1985 | Kelly Jones (2) Carlos di Laura        | Charles Beckham Royce Deppe        | 7:5, 7:66                       |
| 1986 | Rick Leach (1) Tim Pawsat              | Michael Kures Dan Nahirny          | 6:73, 6:4, 6:2                  |
| 1987 | Rick Leach (2) Scott Mellville         | Julian Barham Darren Yates         | 4:6, 6:4, 7:5                   |
| 1988 | Patrick Galbraith Brian Garrow         | Buff Farrow Robert Bierens         | 6:2, 6:3                        |
| 1989 | Eric Amend Byron Black                 | Mike Briggs Trevor Kronemann       | 7:5, 6:75, 7:5                  |
| 1990 | Doug Eisenman Matt Lucena (1)          | Mitch Michulka Michael Penman      | 6:3, 6:2                        |
| 1991 | Matt Lucena (2) Bent-Ove Pedersen      | Jared Palmer Jonathan Stark        | 6:2, 7:66                       |
| 1992 | Chris Cocotos Alex O’Brien             | Vimal Patel Jason Yee              | 7:64, 6:4                       |
| 1993 | David Blair Mark Merklein              | Chris Cocotos Michael Flanagan     | 5:7, 6:2, 6:1                   |
| 1994 | Laurent Miquelard Joc Simmons          | Wayne Black Jon Leach              | 7:65, 2:6, 6:3                  |
| 1995 | Mahesh Bhupathi Ali Hamadeh            | Chad Clark Trey Phillips           | 7:62, 6:2                       |
| 1996 | Justin Gimelstob Srđan Muškatirović    | Ashley Fisher Jason Weir-Smith     | 6:73, 6:4, 6:4                  |
| 1997 | Tim Blenkiron Luke Smith               | George Bastl Kyle Spencer          | 6:4, 6:4                        |
| 1998 | Bob Bryan Mike Bryan                   | Kelly Gullett Robert Lindstedt     | 6:76, 6:2, 6:4                  |
| 1999 | K. J. Hippensteel Ryan Wolters         | Nenad Toroman Gareth Williams      | 6:3, 6:2                        |
| 2000 | Cary Franklin Graydon Oliver           | Doug Root Ramsey Smith             | 6:4, 6:2                        |
| 2001 | Matías Boeker Travis Parrott           | Johan Brunström Jon Wallmark       | 7:5, 6:4                        |
| 2002 | Andrew Colombo Mark Kovacs             | Scott Lipsky David Martin          | 6:2, 3:6, 6:2                   |
| 2003 | Rajeev Ram Brian Wilson                | Oliver Maiberger Ryan Redondo      | 6:4, 5:7, 6:1                   |
| 2004 | KC Corkery Sam Warburg                 | Bo Hodge John Isner                | 6:2, 6:73, 6:4                  |
| 2005 | John Isner Antonio Ruiz Rosales        | Mark Growcott Ken Skupski          | 7:64, 7:5                       |
| 2006 | Kevin Anderson Ryan Rowe               | Andre Begemann Scott Doerner       | 6:2, 6:4                        |
| 2007 | Marco Born Andreas Siljeström          | Kevin Anderson Ryan Rowe           | 4:6, 7:65, 7:64                 |
| 2008 | Robert Farah Kaes Van’t Hof            | Jonas Berg Erling Tveit            | 7:610, 7:66                     |
| 2009 | Dominic Inglot Michael Shabaz (1)      | Davey Sandgren John-Patrick Smith  | 3:6, 7:64, 6:4                  |
| 2010 | Drew Courtney Michael Shabaz (2)       | Davey Sandgren John-Patrick Smith  | 6:74, 6:2, 6:3                  |
| 2011 | Jeff Dadamo Austin Krajicek            | Bradley Klahn Ryan Thacher         | 7:64, 6:3                       |
| 2012 | Chase Buchanan Blaž Rola               | Raony Carvalho Gonzalo Escobar     | 7:64, 6:3                       |
| 2013 | Jarmere Jenkins Mac Styslinger         | Chris Camillone David Holiner      | 3:6, 6:2, 6:4                   |
| 2014 | Miķelis Lībietis Hunter Reese          | Peter Kobelt Kevin Metka           | 7:64, 6:73, 7:66                |
| 2015 | Lloyd Glasspool Søren Hess-Olesen      | Hugo Cesar Dojas Felipe Soares     | 6:1, 3:6, 6:3                   |
| 2016 | Mackenzie McDonald Martin Redlicki (1) | Arthur Rinderknech Jackson Withrow | 6:4, 6:1                        |
| 2017 | Andrew Harris Spencer Papa             | Robert Loeb Jan Zieliński          | 4:6, 6:2, [10:6]                |
| 2018 | Martin Redlicki (2) Evan Zhu           | Martin Joyce Mikael Torpegaard     | 6:78, 7:64, [11:9]              |
| 2019 | Maxime Cressy Keegan Smith             | Patrick Kaukovalta Mazen Osama     | 6:3, 6:4                        |
| 2020 | ausgefallen (COVID-19-Pandemie)        | ausgefallen (COVID-19-Pandemie)    | ausgefallen (COVID-19-Pandemie) |